# Henri Auguste de Loménie de Brienne
Henri Auguste de Loménie, greve av Brienne, född 1595, död 3 november 1666, var en fransk politiker. Han var far till Louis Henri de Loménie de Brienne.
Loménie de Brienne var 1643-1663 utrikesstatssekreterare. Hans memoarer utgavs i Nouvelle collection des mémoires (1881).